# Leonardo Romay
Leonardo Jorge Romay Sánchez (Montevideo, Uruguay, 29 de abril de 1969) es un exfutbolista uruguayo. 
Jugaba de portero y militó en diversos clubes de Uruguay. 
Incluso fue parte de la selección uruguaya de fútbol que participó en la Copa América de Bolivia 1997. 
Actualmente es entrenador de porteros de Nacional de su país (club donde se retiró como jugador y con el cual es plenamente identificado).

## Clubes
| Club              | País    | Año       |
| ----------------- | ------- | --------- |
| Defensor Sporting | Uruguay | 1992-1997 |
| Nacional          | Uruguay | 1998-2003 |